# Wayland (datorprogram)
Wayland är ett försök att skriva om koden till x.org-servern för att anpassas mer till dagens datorer . I strikt mening är Wayland endast protokollet, medan det finns flera varianter av programvaran. Weston är referensimplementationen av servern, som också innefattar funktionaliteten som i X Window System sköts av fönsterhanterare.